# Europi(II) chloride
Europi(II) chloride là một hợp chất vô cơ có công thức hóa học EuCl2. Khi được chiếu xạ bằng tia cực tím, hợp chất phát quang tạo ra màu xanh lam.

## Điều chế
Europi(II) chloride có thể được điều chế bằng cách khử europi(III) chloride bằng khí hydro ở nhiệt độ cao:
2EuCl3 + H2 → 2EuCl2 + 2HCl
Nếu europi(III) chloride khô phản ứng với lithi borohydride trong THF, nó cũng có thể tạo ra europi(II) chloride:
2EuCl3 + 2LiBH4 → 2EuCl2 + 2LiCl + H2↑ + B2H6↑

## Tính chất
Europi(II) chloride có thể tạo phức amonia màu vàng EuCl2·8NH3 hay EuCl2·NH3 màu vàng nhạt. Europi(II) chloride có thể phản ứng với europi(II) hydride ở 120 bar hydro, tạo ra EuClH phát quang màu xanh lục.